# Marija Michailowna Kobylina
Marija Michailowna Kobylina (russisch Мария Михайловна Кобылина; * 5. Oktoberjul. / 17. Oktober 1897greg. in Buguruslan; † 24. August 1988 in Moskau) war eine russische bzw. sowjetische Klassische Archäologin und Hochschullehrerin.

## Leben
Kobylina stammte aus einer Handwerkerfamilie. Den Besuch des Buguruslaner Städtischen Mädchengymnasiums schloss sie 1917 mit der Goldmedaille ab. Nach der Oktoberrevolution studierte sie an der 1918 gegründeten Universität Samara in der Historischen Abteilung mit Abschluss 1922. Während des Studiums arbeitete sie als Assistentin des Leiters des Archäologie- und Kunstkabinetts der Universität.
Darauf ging Kobylina 1923 nach Moskau und arbeitete als Assistentin des Lehrstuhls für Kunsttheorie und Kunstgeschichte der 2. Universität Moskau, die aus den Moskauer Höheren Kursen für Frauen entstanden war. 1924 erhielt sie die Anstellung am Moskauer Museum für Bildende Künste (GMII), das 1937 das Puschkin-Museum wurde. Sie war zunächst Assistentin des Kustos der Ost-Abteilung und kam dann in die Unterabteilung Antike der Abteilung Alte Welt. Die Aspirantur absolvierte sie bei der Russischen Assoziation der Forschungsinstitute der Gesellschaftswissenschaften (RANION). Ab 1926 nahm sie an der archäologischen Expedition in Olbia unter der Leitung Boris Farmakowskis und an der Expedition auf der Raman-Halbinsel teil. Sie verteidigte 1929 ihre Dissertation über die Geschichte der attischen Bildhauerei mit Erfolg für die Promotion zur Kandidatin der Kunstwissenschaft. Sie war nun wissenschaftliche Senior-Mitarbeiterin des GMII.
In den 1930er Jahren arbeitete Kobylina in den GMII-Expeditionen in Kamysch-Burun an der Kamysch-Burunski-Bucht, in Charax am Kaspischen Meer und in Phanagoria auf der Taman-Halbinsel unter der Leitung Wladimir Blawatskis. Sie hielt Vorlesungen über Geschichte der Kunst der Antike in der Kunstwissenschaft-Abteilung der Universität Moskau (MGU) und am Moskauer Institut für Philosophie, Literatur und Geschichte (MIFLI). Ab 1936 leitete sie die Unterabteilung Antike des GMII. Sie beteiligte sich an Forschungen in der Türkei, Italien, Ägypten, Jugoslawien, Albanien und Bulgarien.
Nach Beginn des Deutsch-Sowjetischen Kriegs wurde Kobylina zunächst nach Swerdlowsk und dann nach Aschgabat evakuiert. Sie setzte ihre Lehrtätigkeit fort und übernahm 1941–1942 die Leitung des evakuierten Lehrstuhls für Kunstwissenschaft der Philosophischen Fakultät der MGU, an dem sie bis 1950 Professorin war. Sie kehrte 1944 nach Moskau zurück und arbeitete weiter im GMII (bis 1946) und an der MGU. 1945 verteidigte sie ihre Doktor-Dissertation über die attische Schule der griechischen Bildhauerei im  7. und 6. Jahrhundert v. Chr. mit Erfolg für die Promotion zur Doktorin der Kunstwissenschaft.
Ab 1944 war Kobylina wissenschaftliche Senior-Mitarbeiterin des Moskauer Instituts für Geschichte der Materiellen Kultur der Akademie der Wissenschaften der UdSSR (AN-SSSR, seit 1991 Russische Akademie der Wissenschaften (RAN)), das 1957 das Institut für Archäologie der AN-SSSR wurde. Sie beteiligte sich an archäologischen Expeditionen in Pantikapaion und Oricum. Sie wurde 1947 zur Professorin der MGU ernannt und leitete bis 1975 die Phanagoria-Expedition.